# Tschechische Badminton-Mannschaftsmeisterschaft 2002
Die Tschechische Badminton-Mannschaftsmeisterschaft der Saison 2001/2002 gewann das Team von BK Karbo Benátky nad Jizerou.

## Endstand
| Platz | Mannschaft                   | Spiele | Siege | Remis | Niederlagen | Spielverh. | Punkte |
| ----- | ---------------------------- | ------ | ----- | ----- | ----------- | ---------- | ------ |
| 1.    | BK Karbo Benátky nad Jizerou | 14     | 11    | 3     | 0           | 88-24      | 39     |
| 2.    | Sokol Radotín Meteor Praha   | 14     | 9     | 3     | 2           | 79-33      | 35     |
| 3.    | ČKD Kompresory Praha         | 14     | 8     | 2     | 4           | 63-49      | 32     |
| 4.    | Sokol Dobruška               | 14     | 7     | 3     | 4           | 62-50      | 31     |
| 5.    | TJ Spoje Praha               | 14     | 4     | 3     | 7           | 42–70      | 25     |
| 6.    | BK Tatra Kopřivnice          | 14     | 3     | 3     | 8           | 39–73      | 23     |
| 7.    | Slávia TU Liberec            | 14     | 2     | 3     | 9           | 43–69      | 21     |
| 8.    | USK CAC Plzeň                | 14     | 2     | 0     | 12          | 32–80      | 18     |